# Castillon (près d'Arthez-de-Béarn)
Pour les articles homonymes, voir Castillon.
Castillon-d'Arthez redirige ici.
Cet article concerne Castillon près d'Arthez-de-Béarn. Pour l'autre commune du même nom dans le département, voir Castillon.
Castillon, ou de façon non officielle Castillon-d'Arthez (en béarnais Castilhon d’Artés ou Castilhoû-d’Artés), est une commune française située dans le département des Pyrénées-Atlantiques, en région Nouvelle-Aquitaine.

## Géographie

### Localisation
La commune de Castillon (canton d'Arthez-de-Béarn) se trouve dans le département des Pyrénées-Atlantiques, en région Nouvelle-Aquitaine.
Elle se situe à 32 km par la route de Pau, préfecture du département, et à 11 km d'Artix, bureau centralisateur du canton d'Artix et Pays de Soubestre dont dépend la commune depuis 2015 pour les élections départementales. 
La commune fait en outre partie du bassin de vie d'Artix.
Les communes les plus proches sont : 
Doazon (2,4 km), Urdès (2,7 km), Arthez-de-Béarn (3,2 km), Arnos (3,6 km), Pomps (4,0 km), Géus-d'Arzacq (4,7 km), Boumourt (5,0 km), Casteide-Candau (5,6 km).
Sur le plan historique et culturel, Castillon (canton d'Arthez-de-Béarn) fait partie de la province du Béarn, qui fut également un État et qui présente une unité historique et culturelle à laquelle s’oppose une diversité frappante de paysages au relief tourmenté.

### Communes limitrophes
Les communes limitrophes sont  Arthez-de-Béarn, Doazon, Lacq et Pomps.
|                 | Pomps                                |        |
| Arthez-de-Béarn | Castillon (canton d'Arthez-de-Béarn) | Doazon |
|                 | Lacq                                 |        |

### Hydrographie

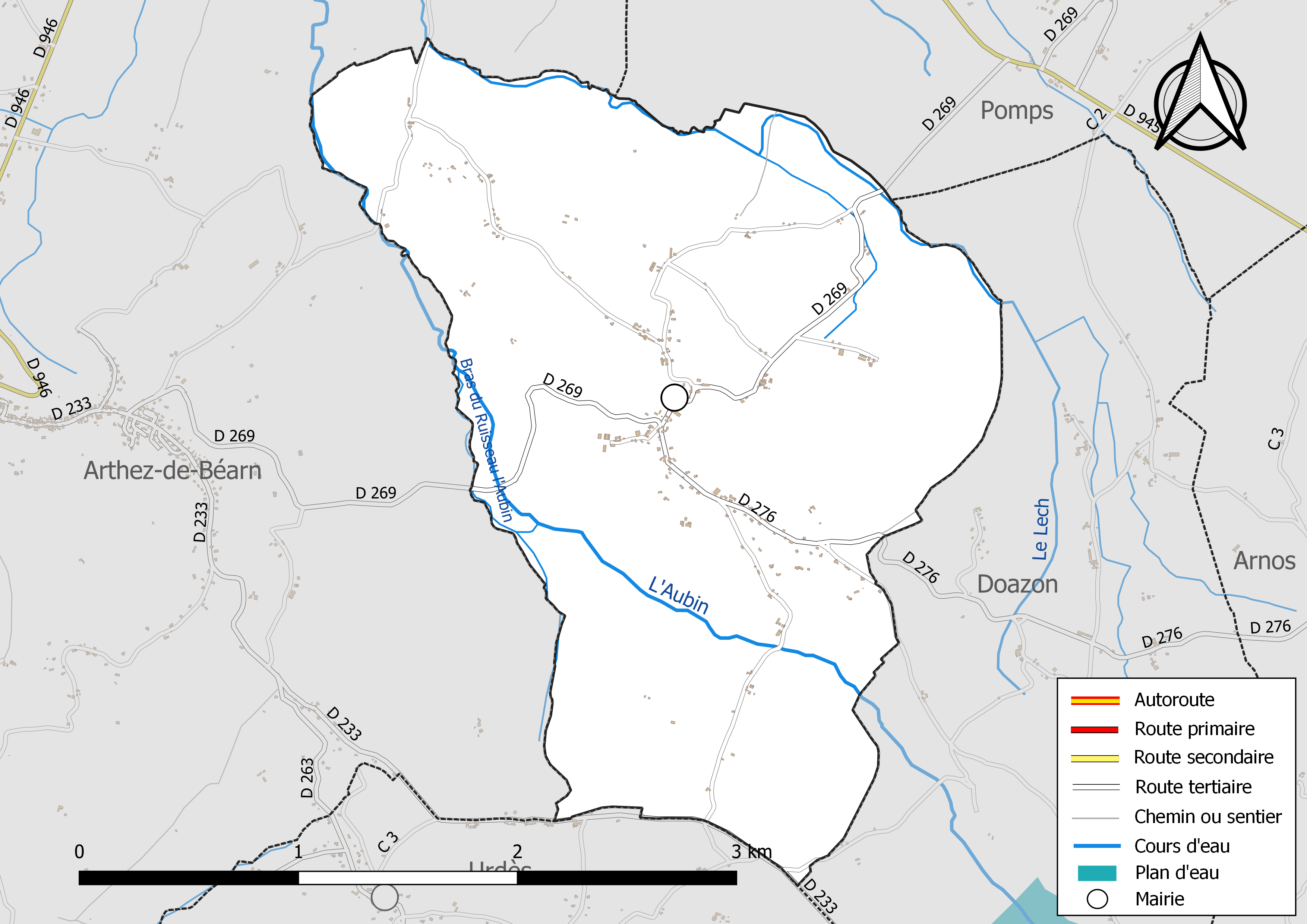
Réseaux hydrographique et routier de Castillon (canton d'Arthez-de-Béarn).

La commune est drainée par l'Aubin, le Lech, un bras du Ruisseau l'Aubin et par divers petits cours d'eau, constituant un réseau hydrographique de 9 km de longueur totale,.
L'Aubin, d'une longueur totale de 22,5 km, prend sa source dans la commune de Cescau et s'écoule du sud-est vers le nord-ouest. Il traverse la commune et se jette dans le Luy du Béarn à Lacadée, après avoir traversé 9 communes.

### Climat
Le climat qui caractérise la commune est qualifié, en 2010, de « climat océanique altéré », selon la typologie des climats de la France qui compte alors huit grands types de climats en métropole. En 2020, la commune ressort du même type de climat dans la classification établie par Météo-France, qui ne compte désormais, en première approche, que cinq grands types de climats en métropole. Il s’agit d’une zone de transition entre le climat océanique et les climats de montagne et semi-continental. Les écarts de température entre hiver et été augmentent avec l'éloignement de la mer. La pluviométrie est plus faible qu'en bord de mer, sauf aux abords des reliefs.
Les paramètres climatiques qui ont permis d’établir la typologie de 2010 comportent six variables pour les températures et huit pour les précipitations, dont les valeurs correspondent à la normale 1971-2000. Les sept principales variables caractérisant la commune sont présentées dans l'encadré ci-après.
| Paramètres climatiques communaux sur la période 1971-2000 - Moyenne annuelle de température : 13,2 °C - Nombre de jours avec une température inférieure à −5 °C : 1,4 j - Nombre de jours avec une température supérieure à 30 °C : 6,4 j - Amplitude thermique annuelle : 14,1 °C - Cumuls annuels de précipitation : 1 162 mm - Nombre de jours de précipitation en janvier : 11,8 j - Nombre de jours de précipitation en juillet : 8 j |

Avec le changement climatique, ces variables ont évolué. Une étude réalisée en 2014 par la Direction générale de l'Énergie et du Climat complétée par des études régionales prévoit en effet que la  température moyenne devrait croître et la pluviométrie moyenne baisser, avec toutefois de fortes variations régionales. Ces changements peuvent être constatés sur la station météorologique de Météo-France la plus proche, « Pomps », sur la commune de Pomps, mise en service en 1974 et qui se trouve à 4 km à vol d'oiseau,, où la température moyenne annuelle est de 13,7 °C et la hauteur de précipitations de 1 034,1 mm pour la période 1981-2010.
Sur la station météorologique historique la plus proche, « Pau-Uzein », sur la commune d'Uzein, mise en service en 1921 et à 14 km, la température moyenne annuelle évolue de 13,2 °C pour la période 1971-2000, à 13,4 °C pour 1981-2010, puis à 13,8 °C pour 1991-2020.

### Milieux naturels et biodiversité
Aucun espace naturel présentant un intérêt patrimonial n'est recensé sur la commune dans l'inventaire national du patrimoine naturel,,.

## Urbanisme

### Typologie
Au 1er janvier 2024, Castillon (Canton d'Arthez-de-Béarn) est catégorisée commune rurale à habitat dispersé, selon la nouvelle grille communale de densité à sept niveaux définie par l'Insee en 2022.
Elle est située hors unité urbaine. Par ailleurs la commune fait partie de l'aire d'attraction de Pau, dont elle est une commune de la couronne,. Cette aire, qui regroupe 227 communes, est catégorisée dans les aires de 200 000 à moins de 700 000 habitants,.

### Occupation des sols

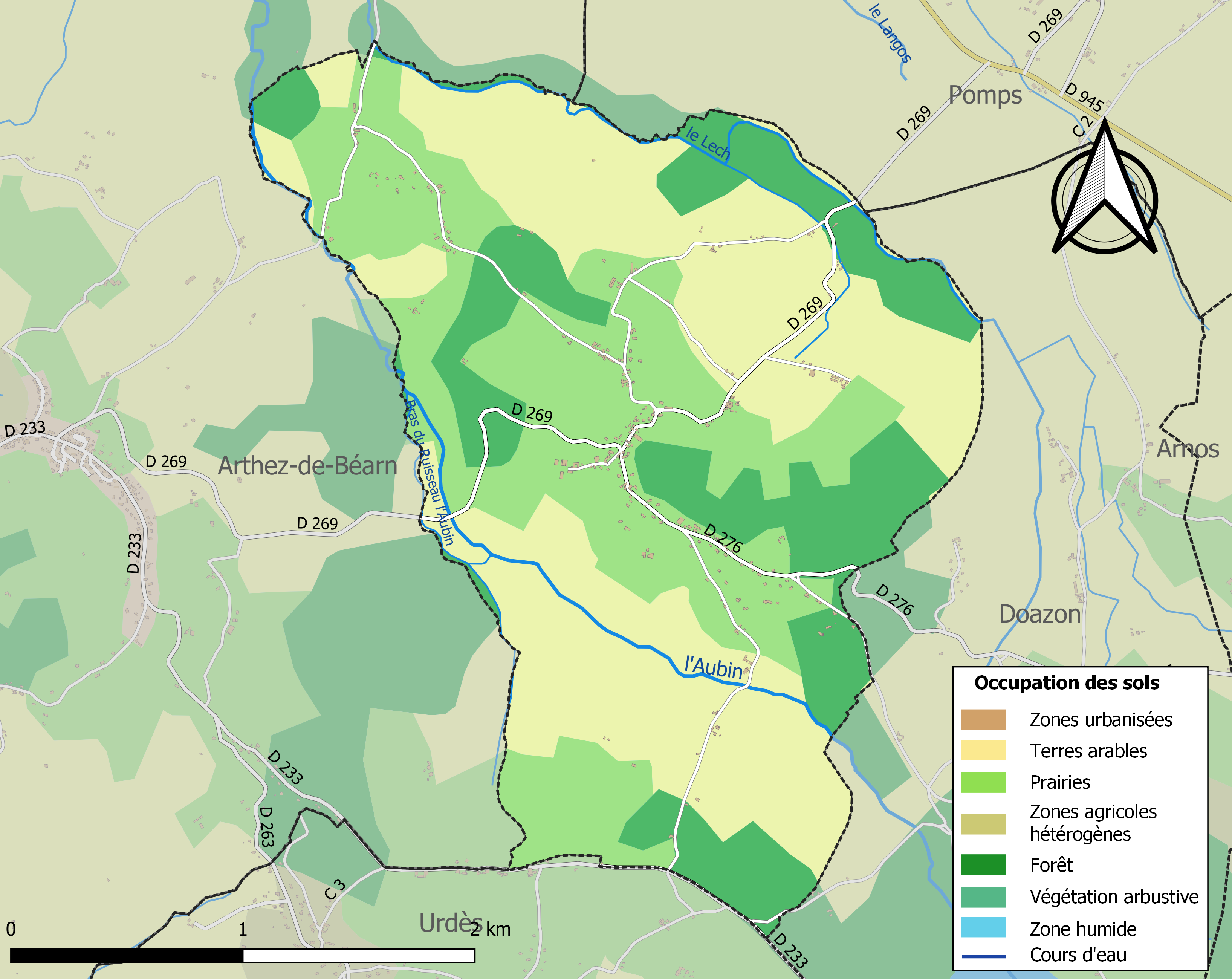
Carte des infrastructures et de l'occupation des sols de la commune en 2018 (CLC).

L'occupation des sols de la commune, telle qu'elle ressort de la base de données européenne d’occupation biophysique des sols Corine Land Cover (CLC), est marquée par l'importance des territoires agricoles (77,6 % en 2018), une proportion identique à celle de 1990 (77,6 %). La répartition détaillée en 2018 est la suivante : 
terres arables (42,7 %), prairies (34,9 %), forêts (22,4 %).
L'IGN met par ailleurs à disposition un outil en ligne permettant de comparer l’évolution dans le temps de l’occupation des sols de la commune (ou de territoires à des échelles différentes). Plusieurs époques sont accessibles sous forme de cartes ou photos aériennes : la carte de Cassini (XVIIIe siècle), la carte d'état-major (1820-1866) et la période actuelle (1950 à aujourd'hui).

### Lieux-dits et hameaux
- Angos ;
- Labat ;
- le Tuc.

### Voies de communication et transports
La commune est desservie par la route départementale D 269.

### Risques majeurs
Le territoire de la commune de Castillon (canton d'Arthez-de-Béarn) est vulnérable à différents aléas naturels : météorologiques (tempête, orage, neige, grand froid, canicule ou sécheresse) et séisme (sismicité modérée). Il est également exposé à un risque technologique, le transport de matières dangereuses. Un site publié par le BRGM permet d'évaluer simplement et rapidement les risques d'un bien localisé soit par son adresse soit par le numéro de sa parcelle.

#### Risques naturels
Le retrait-gonflement des sols argileux est susceptible d'engendrer des dommages importants aux bâtiments en cas d’alternance de périodes de sécheresse et de pluie. 83,1 % de la superficie communale est en aléa moyen ou fort (59 % au niveau départemental et 48,5 % au niveau national). Depuis le 1er octobre 2020, en application de la loi ELAN, différentes contraintes s'imposent aux vendeurs, maîtres d'ouvrages ou constructeurs de biens situés dans une zone classée en aléa moyen ou fort,.
La commune a été reconnue en état de catastrophe naturelle au titre des dommages causés par les inondations et coulées de boue survenues en 1982, 1983 et 2009.

## Toponymie
Le toponyme Castillon apparaît sous les formes 
Saint-Pierre de Castello (XIe siècle, d'après Pierre de Marca) et 
Castelhoo (1352, notaires de Pardies).
Son nom béarnais est Castilhon-d’Artés ou Castilhoû-d’Artés.
Angus, ancien hameau de Castillon, est mentionné sous la forme Anguus (1779, terrier de Castillon).
Le toponyme Labat apparaît sous la forme 
La Bag (1385, censier de Béarn) et provient de la Bat.

## Histoire
Paul Raymond note qu'en 1385, Castillon comptait 25 feux et dépendait du bailliage de Pau.

## Politique et administration
Jacques Cazenave Harpilh alias Bayrade (vers 1755 - 1831), en tant que 1er cadet cette maison, fut le premier Agent municipal, première appellation des maires, de 1792 à 1798.
| Période   | Période  | Identité                 | Étiquette | Qualité                  |
| --------- | -------- | ------------------------ | --------- | ------------------------ |
| 1792      | 1798     | Jacques Cazenave Harpilh |           | Propriétaire cultivateur |
| 1817      |          | Jean Dariou              |           |                          |
| 1977      |          | Damien Hourcade          |           |                          |
| 1995      | 2020     | Michel Darette           |           |                          |
| juin 2020 | En cours | Gilles Mardelle          |           |                          |

### Intercommunalité
Castillon fait partie de quatre structures intercommunales :
- la communauté de communes de Lacq-Orthez ;
- le syndicat eau et assainissement des Trois Cantons ;
- le syndicat d'énergie des Pyrénées-Atlantiques ;
- le syndicat intercommunal d'Arthez-de-Béarn.

## Population et société

### Démographie
L'évolution du nombre d'habitants est connue à travers les recensements de la population effectués dans la commune depuis 1793. Pour les communes de moins de 10 000 habitants, une enquête de recensement portant sur toute la population est réalisée tous les cinq ans, les populations de référence des années intermédiaires étant quant à elles estimées par interpolation ou extrapolation. Pour la commune, le premier recensement exhaustif entrant dans le cadre du nouveau dispositif a été réalisé en 2008.

En 2022, la commune comptait 336 habitants, en évolution de +9,45 % par rapport à 2016 (Pyrénées-Atlantiques : +3,78 %, France hors Mayotte : +2,11 %).
| 1793 | 1800 | 1806 | 1821 | 1831 | 1836 | 1841 | 1846 | 1851 |
| ---- | ---- | ---- | ---- | ---- | ---- | ---- | ---- | ---- |
| 314  | 495  | 328  | 355  | 360  | 363  | 371  | 382  | 387  |

| 1856 | 1861 | 1866 | 1872 | 1876 | 1881 | 1886 | 1891 | 1896 |
| ---- | ---- | ---- | ---- | ---- | ---- | ---- | ---- | ---- |
| 407  | 388  | 416  | 368  | 370  | 341  | 314  | 281  | 289  |

| 1901 | 1906 | 1911 | 1921 | 1926 | 1931 | 1936 | 1946 | 1954 |
| ---- | ---- | ---- | ---- | ---- | ---- | ---- | ---- | ---- |
| 279  | 294  | 296  | 221  | 213  | 206  | 211  | 185  | 166  |

| 1962 | 1968 | 1975 | 1982 | 1990 | 1999 | 2006 | 2008 | 2013 |
| ---- | ---- | ---- | ---- | ---- | ---- | ---- | ---- | ---- |
| 190  | 181  | 171  | 173  | 225  | 244  | 263  | 269  | 291  |

| 2018 | 2022 | - | - | - | - | - | - | - |
| ---- | ---- | - | - | - | - | - | - | - |
| 323  | 336  | - | - | - | - | - | - | - |

## Culture locale et patrimoine

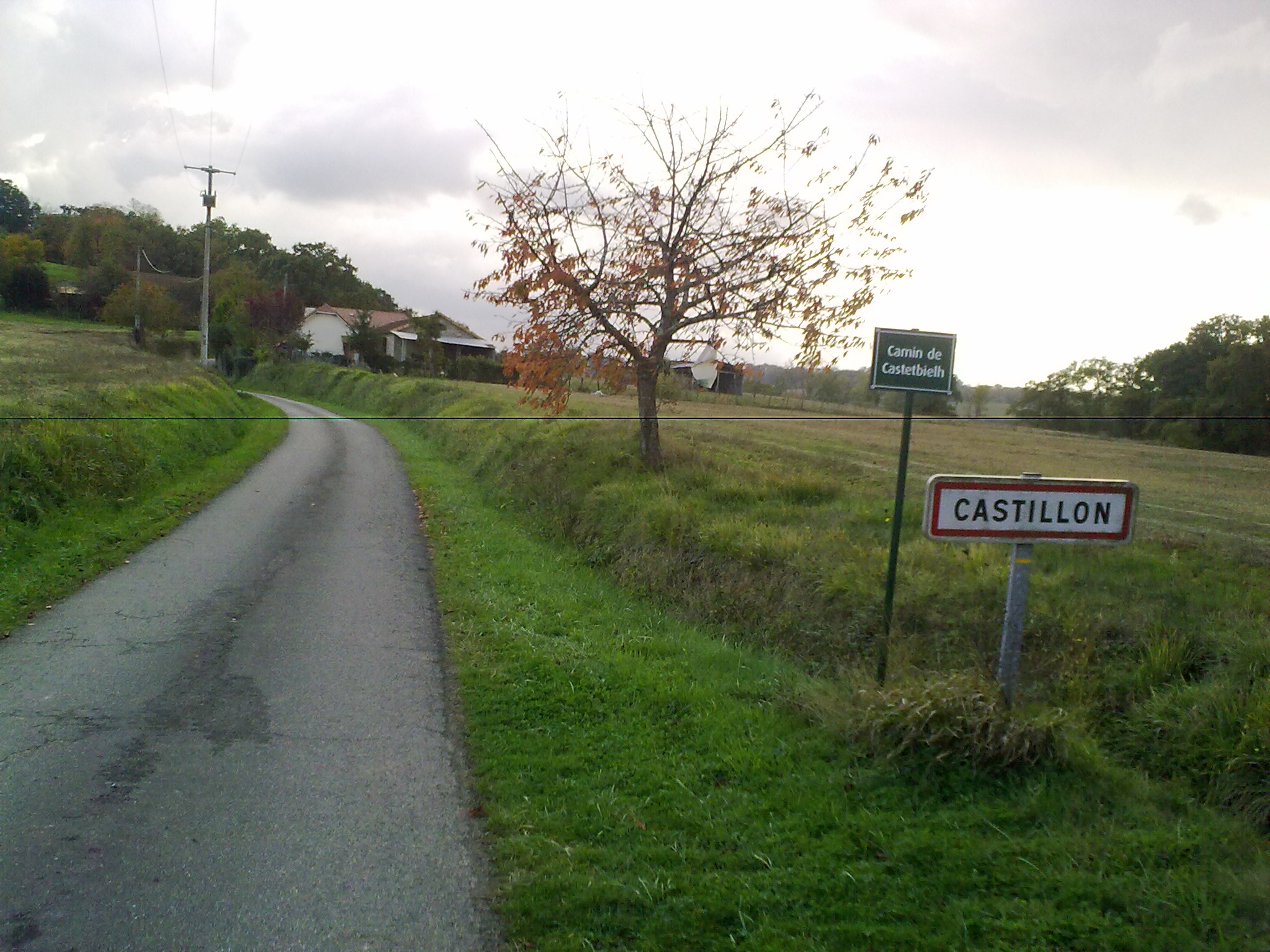
L'entrée dans Castillon.
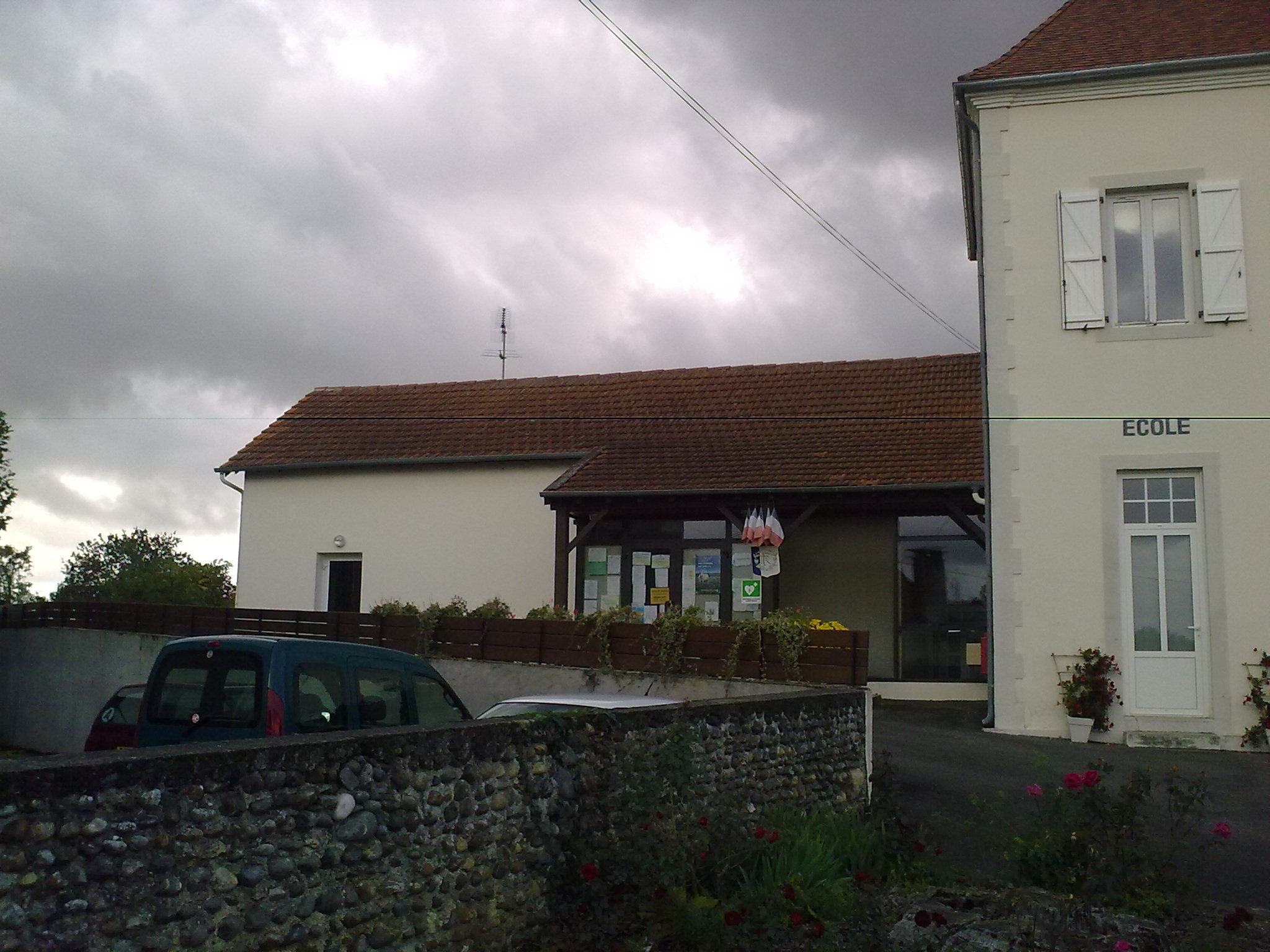
La mairie.
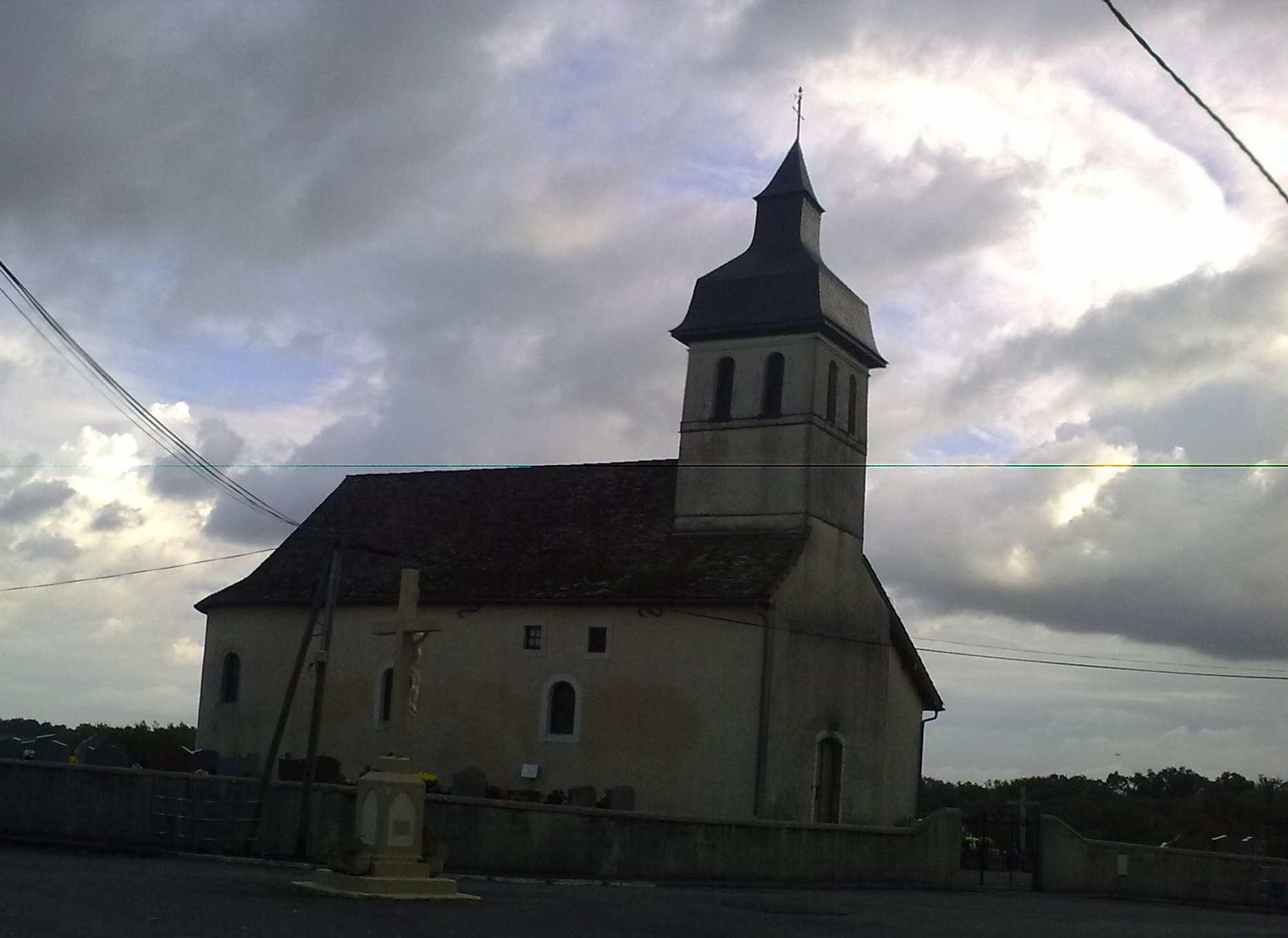
L'église.

### Patrimoine religieux
L’église paroissiale est l’église Saint-Pierre.

### Tourisme
La commune de Castillon, y compris l'église, se situe sur le chemin de Compostelle ainsi que le GR65, son nom de tourisme.

## Équipements
Castillon dispose d'une école élémentaire et d'une salle multi-activités.

## Personnalités liées à la commune
- Roger Vandenberghe (1927-1952), surnommé Vanden, ou le tigre noir, militaire français. C'est le sous-officier le plus décoré de l'Armée de terre française au XXe siècle, avec dix-huit citations et huit blessures, principalement gagnées pendant la guerre d'Indochine. Il passa la majeure partie de son enfance, de 1935 à 1944, dans cette commune[45].
- Anna Maillard (1991-), joueuse de pétanque : elle a remporté un titre de Championne du Monde, quatre titres de Championne d'Europe avec l'équipe de France en triplette et également deux titres de Championne de France en triplette et doublette.